# Metalinguagem
Em lógica e linguística, uma metalinguagem é uma linguagem usada para descrever algo sobre outra(s) linguagens (linguagens objeto). Modelos formais sintáticos para descrição gramatical, e.g. gramática gerativa, são um tipo de metalinguagem. De modo mais amplo, uma metalinguagem pode referir-se a qualquer terminologia ou linguagem usada para descrever uma linguagem em si mesma — uma descrição gramatical, por exemplo, ou uma discussão sobre o uso de uma linguagem..
É pela linguagem que exprimimos o que pensamos, sentimos e recebemos as informações sobre nossas relações e o que ocorre no mundo ao nosso redor. Podemos transmitir e receber as informações de maneira objetiva sobre a realidade, focando conceitos, aspectos científicos, teorias, dados concretos e específicos. Podemos também expor nossos sentimentos, o que pensamos através de um parecer permeado por emoções e impressões. Podemos ainda dar atenção a forma de falar, tendo como foco o impacto da comunicação que estabelecemos.
Para a filosofia ikigai, a metalinguagem visa entender como nos expressamos e reforçamos nosso comportamento através dela. Desta forma, é possível remodelar esta forma de expressão, evitando o fortalecimento das crenças limitantes e promovendo uma estruturação de crenças positivas.

## Tipos
Há uma variedade de metalinguagens reconhecidas, incluindo as “incorporadas”, “ordenadas” e “aninhadas” (“hierárquicas”) 
Uma metalinguagem incorporada, como o nome sugere, é uma linguagem integrada a uma linguagem objeto. Ela ocorre tanto formalmente como naturalmente. Esta ideia é encontrada no livro de Douglas Hofstadter, “Gödel, Escher, Bach”, em sua discussão sobre o relacionamento entre linguagens formais e teoria dos números: “...é na própria natureza da formalização da teoria dos números que sua metalinguagem é integrada” (pg 270). Isto ocorre em linguagens naturais ou informais, assim como — tal qual em português, onde adjetivos, advérbios, e pronomes possessivos constituem uma metalinguagem incorporada; e onde substantivos, verbos e, em alguns casos, adjetivos e provérbios, constituem uma linguagem objeto. Portanto, o adjetivo ‘vermelho’ na frase ‘celeiro vermelho’ é parte de uma metalinguagem incorporada do Português, é incorporada do substantivo ‘celeiro’, é parte da linguagem objeto. Neste exemplo, ‘corrida lenta’, o termo ‘corrida’ é parte da metalinguagem, o advérbio ‘lenta’ é parte da linguagem objeto.
Uma metalinguagem ordenada é análoga a uma lógica não-comutativa. Um exemplo de metalinguagem ordenada seria a construção de uma metalinguagem para falar sobre uma linguagem objeto, seguida pela criação de uma outra metalinguagem para descrever a primeira metalinguagem, e assim por diante.
Uma metalinguagem aninhada, ou hierárquica, é similar a uma metalinguagem ordenada no aspecto que cada nível representa um maior grau de abstração. Contudo, uma linguagem aninhada difere de uma ordenada, no facto de que, cada nível inclui um outro nível abaixo. O exemplo paradigmático de uma linguagem aninhada vem da classificação científica de Lineu em Biologia. Cada nível no sistema incorpora o nível que se encontra abaixo daquele. A linguagem usada para descrever gênero também é usada para descrever espécie; a linguagem que é usada para descrever Ordens é também usada para descrever gênero; e assim por diante até que se chegue aos Reinos..

## Papel em metáfora
Michael Reddy (1979) demonstrou que muito da linguagem que usamos para descrever outra linguagem é conceitualizada e estruturada pelo que ele refere como  um “duto metafórico”, que diz que ideias podem ser expressadas e interpretadas pela linguagem. Interconectam estas três metáforas:
- Conceitos, pensamentos, sentimentos, significados, sentido e ideias são objetos.

- Palavras, sentenças , e assim por diante são contêineres (como um “dentro” e um “fora”)  para  estes objetos.

- Finalmente, comunicação é o ato de envio e recepção destes contêineres (através de um duto).

Aqueles que falam e esperam que o significado de suas falas seja compreendido como pretendido estão pensando a linguagem como um duto, talvez confiável que este é realmente: falhas de comunicação e falhas de compreensão podem ser atribuídas a esta pressuposição.
Reddy oferece sentenças similares às que seguem como evidência da prevalência do duto metafórico na sociedade:
1. Qual é o “significado em” suas palavras ?
2. Tente emitir seus pensamentos “em palavras”...
3. Não pude obter nenhum significado “a partir de” suas palavras.
4. Não pude encontrar “nenhum sentido” em suas palavras.
5. Suas palavras eram “vazias” e “faltantes” de sentimento.
6. Suas promessas eram sagradas.
7. Suas ideias estavam “escondidas em” um denso arbusto de sentenças.
8. Como um verme em meio a fezes ele escondeu-se “dentro de palavras”.

Reddy estima que 70% da linguagem usada para conversação é baseada em metáforas. Apesar de reconhecer a prominência da metáfora, Reddy sente-se profundamente perturbado por esta conclusão. Ele a considera errônea, desorientadora e desumanizadora.

## Computação
Computadores não são inteligentes como humanos e portanto não compreendem a essência de uma ideia como uma pessoa compreenderia. Computadores seguem programas que são conjuntos de instruções numa linguagem clara e simples. O desenvolvimento de uma linguagem de programação implica o uso de uma metalinguagem. A Forma de Backus-Naur é uma das primeiras metalinguagens usadas na computação e foi desenvolvida em 1960 por John Backus e Peter Naur.
HTML e XHTML são exemplos de  linguagens de marcação que podem ser usadas por qualquer pessoa desejosa de representar páginas web na Internet com mídias tais quais texto (formatado ou não), gráficos, sons, e vídeo. Linguagens de marcação são diferentes de metalinguagens, pois apenas descrevem como um documento deve ser apresentado, e não a sintaxe de uma linguagem de programação. XML é a metalinguagem usada para descrever XHTML, da mesma forma que SGML é usada para descrever HTML. XHTML é muito mais inflexível que HTML.
XML é também usada para descrever outros tipos de documentos de texto, como o "OpenDocument", que é o formato nativo da aplicação de processamento de texto do Apache OpenOffice e do LibreOffice.
Muitas outras metalinguagens têm-se baseado no padrão W3C XML 1.0, incluindo:
- XQuery
- XLink
- SVG
- SMIL.

Inclui-se também como linguagens de marcação aquelas especiais para notações matemáticas e científicas, como Tex e LaTeX ou uma de suas muitas variantes.